# Seznam ministrů spravedlnosti České republiky
Seznam ministrů spravedlnosti České republiky představuje chronologický přehled osob, členů vlády České republiky, působících v tomto úřadu.

## V rámci československé federace
| Pořadí | Portrét               | Ministr         | Funkční období   | Funkční období    | Funkční období | Strana                          | Strana | Vláda                           |
| Pořadí | Portrét               | Ministr         | Nástup do úřadu  | Opuštění úřadu    | Dny v úřadu    | Strana                          | Strana | Vláda                           |
| ------ | --------------------- | --------------- | ---------------- | ----------------- | -------------- | ------------------------------- | ------ | ------------------------------- |
| 1.     | Není dostupný portrét | Václav Hrabal   | 8. ledna 1969    | 29. září 1969     | 264            |                                 | ČSS    | Rázl                            |
| 2.     | Není dostupný portrét | Jan Němec       | 29. září 1969    | 18. června 1981   | 4280           |                                 | KSČ    | Kempný a Korčák                 |
| 2.     | Není dostupný portrét | Jan Němec       | 29. září 1969    | 18. června 1981   | 4280           | Korčák II.                      | KSČ    |                                 |
| 2.     | Není dostupný portrét | Jan Němec       | 29. září 1969    | 18. června 1981   | 4280           | Korčák III.                     | KSČ    |                                 |
| 3.     | Není dostupný portrét | Antonín Kašpar  | 18. června 1981  | 5. prosince 1989  | 3092           |                                 | KSČ    | Korčák IV.                      |
| 3.     | Není dostupný portrét | Antonín Kašpar  | 18. června 1981  | 5. prosince 1989  | 3092           | Korčák, Adamec, Pitra a Pithart | KSČ    |                                 |
| 4.     |                       | Dagmar Burešová | 5. prosince 1989 | 29. června 1990   | 206            |                                 | OF     | Korčák, Adamec, Pitra a Pithart |
| 5.     |                       | Leon Richter    | 29. června 1990  | 8. ledna 1992     | 558            |                                 | OF     | Pithart                         |
| 6.     | Není dostupný portrét | Jiří Novák      | 24. ledna 1992   | 31. prosince 1992 | 342            |                                 | ODS    | Pithart                         |
| 6.     | Není dostupný portrét | Jiří Novák      | 24. ledna 1992   | 31. prosince 1992 | 342            | Klaus I.                        | ODS    |                                 |

## V rámci samostatné republiky
| Pořadí | Portrét                             | Ministr          | Funkční období    | Funkční období    | Funkční období | Strana   | Strana               | Vláda        |
| Pořadí | Portrét                             | Ministr          | Nástup do úřadu   | Opuštění úřadu    | Dny v úřadu    | Strana   | Strana               | Vláda        |
| ------ | ----------------------------------- | ---------------- | ----------------- | ----------------- | -------------- | -------- | -------------------- | ------------ |
| 1.     | Není dostupný portrét               | Jiří Novák       | 1. ledna 1993     | 4. července 1996  | 1250           |          | ODS                  | Klaus I.     |
| 2.     |                                     | Jan Kalvoda      | 4. července 1996  | 7. ledna 1997     | 217            |          | ODA                  | Klaus II.    |
| 3.     |                                     | Vlasta Parkanová | 7. ledna 1997     | 22. července 1998 | 561            |          | ODA                  | Klaus II.    |
| 3.     | Tošovský                            | Vlasta Parkanová | 7. ledna 1997     | 22. července 1998 | 561            |          | ODA                  |              |
| 4.     | Není dostupný portrét               | Otakar Motejl    | 22. července 1998 | 16. října 2000    | 817            |          | nestr. za ČSSD       | Zeman        |
| 5.     |                                     | Pavel Rychetský  | 17. října 2000    | 2. února 2001     | 108            |          | ČSSD                 | Zeman        |
| 6.     | Není dostupný portrét               | Jaroslav Bureš   | 2. února 2001     | 15. července 2002 | 528            |          | nestr. za ČSSD       | Zeman        |
| 7.     |                                     | Pavel Rychetský  | 15. července 2002 | 5. srpna 2003     | 386            |          | ČSSD                 | Špidla       |
| 8.     |                                     | Vladimír Špidla  | 6. srpna 2003     | 16. září 2003     | 41             |          | ČSSD                 | Špidla       |
| 9.     |                                     | Karel Čermák     | 16. září 2003     | 15. června 2004   | 273            |          | nestr. za ČSSD       | Špidla       |
| 10.    |                                     | Vladimír Špidla  | 15. června 2004   | 4. srpna 2004     | 50             |          | ČSSD                 | Špidla       |
| 11.    | Není dostupný portrét               | Pavel Němec      | 4. srpna 2004     | 4. září 2006      | 761            |          | US-DEU               | Gross        |
| 11.    | Není dostupný portrét               | Pavel Němec      | 4. srpna 2004     | 4. září 2006      | 761            | Paroubek | US-DEU               |              |
| 12.    |                                     | Jiří Pospíšil    | 4. září 2006      | 8. května 2009    | 977            |          | ODS                  | Topolánek I. |
| 12.    | Topolánek II.                       | Jiří Pospíšil    | 4. září 2006      | 8. května 2009    | 977            |          | ODS                  |              |
| 13.    |                                     | Daniela Kovářová | 8. května 2009    | 13. července 2010 | 431            |          | nestranička nom. ODS | Fischer      |
| 14.    |                                     | Jiří Pospíšil    | 13. července 2010 | 27. června 2012   | 715            |          | ODS                  | Nečas        |
| 15.    |                                     | Pavel Blažek     | 3. července 2012  | 10. července 2013 | 372            |          | ODS                  | Nečas        |
| 16.    | Obrázek této osoby není k dispozici | Marie Benešová   | 10. července 2013 | 29. ledna 2014    | 203            |          | nestranička          | Rusnok       |
| 17.    | Obrázek této osoby není k dispozici | Helena Válková   | 29. ledna 2014    | 1. března 2015    | 396            |          | ANO                  | Sobotka      |
| 18.    |                                     | Robert Pelikán   | 12. března 2015   | 27. června 2018   | 1203           |          | ANO                  | Sobotka      |
| 18.    | Babiš I.                            | Robert Pelikán   | 12. března 2015   | 27. června 2018   | 1203           |          | ANO                  |              |
| 19.    |                                     | Taťána Malá      | 27. června 2018   | 10. července 2018 | 13             |          | ANO                  | Babiš II.    |
| 20.    | Není dostupný portrét               | Jan Kněžínek     | 10. července 2018 | 30. dubna 2019    | 294            |          | nestr. za ANO        | Babiš II.    |
| 21.    | Obrázek této osoby není k dispozici | Marie Benešová   | 30. dubna 2019    | 17. prosince 2021 | 975            |          | nestr. za ANO        | Babiš II.    |
| 22.    |                                     | Pavel Blažek     | 17. prosince 2021 | 9. června 2025    | 1270           |          | ODS                  | Fiala        |
| 23.    |                                     | Eva Decroix      | 10. června 2025   | úřadující         | 0              |          | ODS                  | Fiala        |